# Burius János (lelkész, 1667–1712)
Ifjabb Burius János (Korpona, 1667 – Besztercebánya, 1712. március 6.) evangélikus lelkész.

## Élete
Burius János lelkész fia, aki, miután apja meghalt, Korponát elhagyta s Boroszlóba ment tanulmányainak folytatása végett. E város tanácsa ösztöndíjjal küldte őt Lipcsébe, ahol hat évig tartózkodott. Ezután ismét Boroszlóba ment vissza. 1697-ben Besztercebányára kapott meghívást, hol mint iskolaigazgató öt évig viselte hivatalát; 1702-ben az ottani német hitközség lelkészéül választotta.

## Művei
Munkái kéziratban maradtak fenn, úm. Imitatio ad gallinalia an 1700 die 20. octobr. celebranda; Epistola litteraria ad Ericum Weisbeckium de eruditis Hungariae; Concio inauguralis templi arcensis minoris Neosoliensis habita die 20. post Trinit. ipso festo Leopoldi an. 1705 (Ugyanez németül)